# Taktabáj
Taktabáj is een plaats (község) en gemeente in het Hongaarse comitaat Borsod-Abaúj-Zemplén. Taktabáj telt 648 inwoners (2001).